# Acacia aemula
Acacia aemula — вид квіткових рослин з родини бобових, що зростає в Австралії: південь Західної Австралії. Росте серед гранітних відслонень і рівнин біля струмків у піщаному ґрунті. Це відкрито розгалужений, часто розпростертий напівкущ із циліндричними або більш-менш плоскими та лінійними філодіями (черешки, що виконують фотосинтетичну функцію), схожими на його гілки, і з кулястими головками кремових або золотисто-жовтих квіток і червонувато-коричневими тонкими бобами.

## Морфологічний опис
Acacia aemula — це відкрито розгалужений, часто розпростертий напівкущ, який зазвичай досягає висоти 20–40 см і має циліндричні гілки. Його нечисленні філодії схожі на його гілки, від циліндричних до більш-менш плоских і лінійних, 10–110 мм завдовжки та 1–2 мм завширшки. В основі філодій є прилистки 2–3 мм завдовжки. Квітки розташовані в 1 або 2 кулястих головках на квітконіжках довжиною 5–15 мм, у кожній головці 6–11 квіток від кремового до золотисто-жовтого кольору. Цвітіння відбувається приблизно з травня по червень. Боби червонувато-коричневі, 30–60 мм завдовжки і 4–5 мм завширшки, містять насіння 4–5 мм завширшки з конічним вушком.